# Skálavíks kommun
Skálavíks kommun (färöiska: Skálavíkar kommuna) är en kommun på Färöarna, belägen på ön Sandoy. Kommunen omfattar endast centralorten Skálavík och hade vid folkräkningen 2015 hade kommunen 132 invånare.
Skálavíks kommun bildades 1930 genom en utbrytning ur Sandurs kommun.

## Befolkningsutveckling
| Befolkningsutvecklingen i Skálavíks kommun 1985–2015 | Befolkningsutvecklingen i Skálavíks kommun 1985–2015 | Befolkningsutvecklingen i Skálavíks kommun 1985–2015 | Befolkningsutvecklingen i Skálavíks kommun 1985–2015 | Befolkningsutvecklingen i Skálavíks kommun 1985–2015 |
| ---------------------------------------------------- | ---------------------------------------------------- | ---------------------------------------------------- | ---------------------------------------------------- | ---------------------------------------------------- |
|                                                      |                                                      |                                                      |                                                      |                                                      |
| År                                                   |                                                      |                                                      | Folkmängd                                            |                                                      |
| 1985                                                 | 1985                                                 |                                                      | 229                                                  |                                                      |
| 1990                                                 | 1990                                                 |                                                      | 227                                                  |                                                      |
| 1995                                                 | 1995                                                 |                                                      | 178                                                  |                                                      |
| 2000                                                 | 2000                                                 |                                                      | 169                                                  |                                                      |
| 2005                                                 | 2005                                                 |                                                      | 181                                                  |                                                      |
| 2010                                                 | 2010                                                 |                                                      | 165                                                  |                                                      |
| 2015                                                 | 2015                                                 |                                                      | 132                                                  |                                                      |
|                                                      |                                                      |                                                      |                                                      |                                                      |